# Вејн (Небраска)
Вејн (енгл. Wayne) град је у америчкој савезној држави Небраска.

## Демографија
По попису из 2010. године број становника је 5.660, што је 77 (1,4%) становника више него 2000. године.
| Група             | 2000.         | 2010.         |
| Белци             | 5.328 (95,4%) | 5.138 (90,8%) |
| Афроамериканци    | 89 (1,6%)     | 121 (2,1%)    |
| Азијати           | 19 (0,3%)     | 38 (0,7%)     |
| Хиспаноамериканци | 79 (1,4%)     | 270 (4,8%)    |
| Укупно            | 5.583         | 5.660         |